# 대한민국의 국회예산정책처장
국회예산정책처장(國會豫算政策處長)은 국회예산정책처를 대표하는 직위로, 차관급 정무직공무원으로 보한다.

## 임명
- 국회예산정책처장추천위원회의 추천을 받아 국회운영위원회의 동의를 얻어 국회의장이 임명한다.

## 역할
- (국회예산정책처법 제4조제2항) 처장은 그 사무를 처리함에 있어서 전문성을 확보하고 중립성을 유지하여야 한다.
- (국회예산정책처법 제4조제3항) 처장은 의장의 감독을 받아 예산정책처의 사무를 통할하고, 소속공무원을 지휘·감독한다. 다만, 예산정책처 관련사무중 인사행정·예산회계·국유재산관리·물품관리·비상계획·공직자재산등록 등에 관하여 국회사무처법·국가공무원법·「국가재정법」·국유재산법 그 밖의 다른 법령이 국회사무처 또는 국회사무총장의 권한에 속하는 사무로 규정한 경우에는 그러하지 아니하다.

## 역대 처장

### 국회예산정책처장
| 의장   | 대수           | 이름                               | 임기                                | 비고                                              |
| ------ | -------------- | ---------------------------------- | ----------------------------------- | ------------------------------------------------- |
| 박관용 | 초대           | 최광(崔洸)                         | 2003년 10월 20일 ~ 2004년 11월 18일 | 행정수도 이전비용을 과다 분석했다는 의혹으로 면직 |
| 김원기 | 초대           | 최광(崔洸)                         | 2003년 10월 20일 ~ 2004년 11월 18일 | 행정수도 이전비용을 과다 분석했다는 의혹으로 면직 |
| 2대    | 배철호(裵哲浩) | 2005년 6월 2일 ~ 2008년 7월 14일   |                                     |                                                   |
| 2대    | 배철호(裵哲浩) | 2005년 6월 2일 ~ 2008년 7월 14일   | 임채정                              |                                                   |
| 김형오 | 3대            | 신해룡(辛海龍)                     | 2008년 9월 1일 ~ 2011년 1월 21일    |                                                   |
| 박희태 | 3대            | 신해룡(辛海龍)                     | 2008년 9월 1일 ~ 2011년 1월 21일    |                                                   |
| 4대    | 주영진(朱永鎭) | 2011년 3월 4일 ~ 2013년 2월 27일   |                                     |                                                   |
| 4대    | 주영진(朱永鎭) | 2011년 3월 4일 ~ 2013년 2월 27일   | 강창희                              |                                                   |
| 5대    | 국경복(鞠慶福) | 2013년 2월 28일 ~ 2015년 2월 23일  |                                     |                                                   |
| 5대    | 국경복(鞠慶福) | 2013년 2월 28일 ~ 2015년 2월 23일  | 정의화                              |                                                   |
| 6대    | 김준기(金俊基) | 2015년 2월 24일 ~ 2017년 1월 19일  |                                     |                                                   |
| 6대    | 김준기(金俊基) | 2015년 2월 24일 ~ 2017년 1월 19일  | 정세균                              |                                                   |
| 7대    | 김춘순(金瑃淳) | 2017년 1월 20일 ~ 2019년 3월 15일  |                                     |                                                   |
| 7대    | 김춘순(金瑃淳) | 2017년 1월 20일 ~ 2019년 3월 15일  | 문희상                              |                                                   |
| 8대    | 이종후(李鍾厚) | 2019년 3월 18일 ~ 2020년 10일 19일 |                                     |                                                   |
| 8대    | 이종후(李鍾厚) | 2019년 3월 18일 ~ 2020년 10일 19일 | 박병석                              |                                                   |
| 9대    | 임익상(林翼相) | 2020년 11일 11일 ~ 2022년 8월 23일 |                                     |                                                   |
| 9대    | 임익상(林翼相) | 2020년 11일 11일 ~ 2022년 8월 23일 | 김진표                              |                                                   |
| -      | 최병권         | 2022년 8월 23일 ~ 2022년 8월 25일  | 직무대리                            |                                                   |
| 10대   | 조의섭(趙義燮) | 2022년 8월 25일 ~ 2024년 8월 26일  |                                     |                                                   |
| 우원식 | -              | 김경호                             | 2024년 8월 26일 ~ 2024년 11월 1일   | 직무대리                                          |
| 우원식 | 11대           | 지동하                             | 2024년 11월 1일 ~                   |                                                   |

## 같이 보기
- 국회예산정책처